# マイク・ファン・デル・ホールン
マイク・アドリアヌス・ウィルヘルムス・ファン・デル・ホールン（Mike Adrianus Wilhelmus van der Hoorn、1992年10月15日 - ）は、オランダ・フレヴォラント州アルメレ出身のプロサッカー選手。FCユトレヒト所属。ポジションは、ディフェンダー。

## 経歴
地元クラブのFCオムニワールドでプレーを始め、2006年にFCユトレヒトの下部組織に移籍。2011年5月のAZアルクマール戦でトップチームデビュー。
2013年7月、380万ユーロでアヤックス・アムステルダムに移籍。契約は4年。
2016年、スウォンジー・シティAFCに移籍
2020年9月4日、アルミニア・ビーレフェルトと3年契約を結んだ。
2021年8月18日、古巣のユトレヒトにローン移籍の形で復帰した。

## タイトル

### クラブ
アヤックス
- エールディヴィジ: 2013–14[7]